# ショッピングセンタープリオ101
ショッピングセンタープリオ101（英: Shopping Center Prio 101）は、茨城県坂東市岩井にかつて存在した複合商業施設。

## 施設概要
坂東市岩井の中心商店街に立地していた。国道354号線沿いに位置する。地下1階、地上3階建て（3階と屋上が立体駐車場）。

### 開業まで
1977年5月1日に岩井市街地に第1種大型店舗のグリーンショッピングセンターができたことにより他の大型店も岩井市に出店しようとしていた。この動きを見て岩井市商工会は凍結宣言を出し岩井市に大型店ができることを阻止していた。しかし凍結宣言を出している間に周辺市町村に大型店舗が建設され消費者の購買先が他の市町村に向いてきていることが認識されていった。
この結果、岩井市中心商店街の再開発が進められ道路の拡幅や歩道の設置、沿道の商店の再開発が行われた。そして、商業開発を進めるため凍結宣言は解除され岩井市の商業の一躍を担うと考えられた、プリオ101を建設する運びとなった。

### 開業から全盛期
新しく商店街に迎え入れられたプリオ101には核店舗としてスーパーマーケットのカスミ、百貨店の小網屋が出店した。その他にも専門店が出店している。外観は近代的で広い駐車場も設置された。新しくできたばかりの頃が全盛期であったと予想される。

### 小網屋撤退から衰退
1996年以降、プリオ101の近隣には大型店が相次いで出店したため売上が落ちた小網屋は撤退を余儀なくされる（正確な撤退時期は不明）。徐々に空きテナントは増えていき、カスミも2002年〜2005年の間に閉店していた。

### 閉店後
空きテナントが目立つようになり核店舗も閉店し収益が悪化したプリオ101は2006年12月末に閉店することを決定し、2006年12月末に閉店した。プリオ101のホームページはその後数年残っていたらしい。その後建物は解体され、市民駐車場となっていたがクスリのアオキが跡地に立つことが決定し、クスリのアオキ岩井店が2022年に開店した。

## 沿革
- 1990年4月28日 : 開業
- 1990年代後半 : 小網屋撤退
- 2002年 - 2005年 : カスミ撤退
- 2006年12月31日 : 閉業
- 2022年11月9日 : 跡地にクスリのアオキが開業